# 이집트-시리아 원정
이집트-시리아 원정(Campaign in Egypt and Syria)은 1798년부터 1801년까지 프랑스 군대가 이집트, 시리아로 원정을 했던 전쟁이다. 간단히 이집트 원정(프랑스어: Expédition d' Égypte)이라 하며, 동방 원정이라고도 한다.
나폴레옹 보나파르트가 이끄는 5만명의 프랑스군은 몰타를 통해, 이집트는 알렉산드리아 근처에 도착했다. 도중 나폴레옹의 귀환 후, 약 3년간에 걸쳐 맘루크 군대와 지방의 여러 세력, 영국군, 그리고 이후 전쟁을 선포한 이집트, 시리아를 간접 지배하는 오스만 제국의 정규군과도 싸웠다.

## 배경
나폴레옹이 이집트로 원정하게 된 것은 대륙 제패를 하려는 프랑스에게 바다 건너 편에 있어 손을 대지 못하고 있는 이른바 눈의 가시였던 영국을 견제하기 위해서였다. 인도에 중요한 식민지를 가진 영국은 식민지와 본국의 연락을 취하기 위해 이집트를 경유했다. 따라서 이집트를 빼앗는 것은 영국 본국과 인도 식민지, 또한 인도와 지중해의 관계를 끊을 수 있으며, 이렇게 된 이상 인도의 식민지 탈취와 연결된 전략적으로 군사행동이었다.
한편 이집트는 300년간 오스만 제국의 통치 하에 있었지만, 오랜 지배 기간 지속되어 온 이스탄불 제국 정부의 지배력은 쇠퇴하고 있었으며, 이집트는 주지사로서 24개로 나뉜 주를 지배하는 맘루크의 유력자 파샤가 사실상 좌지우지하고 있었다. 카프카스의 체루케스인 등의 비아랍계의 백인 노예로 구성된 맘루크는 노예 전사로 이집트로 데려 온 용병이었지만, 토착하여 콥트인 등 이집트 원주민을 지하는 세력을 갖게 되었다. 프랑스는 이 맘루크 지배에서 이집트의 민중을 해방시키고, 우방인 오스만 제국의 정통적인 지배를 돕는다는 명분을 내세우고 이집트를 침공하게 되었다.

## 경과

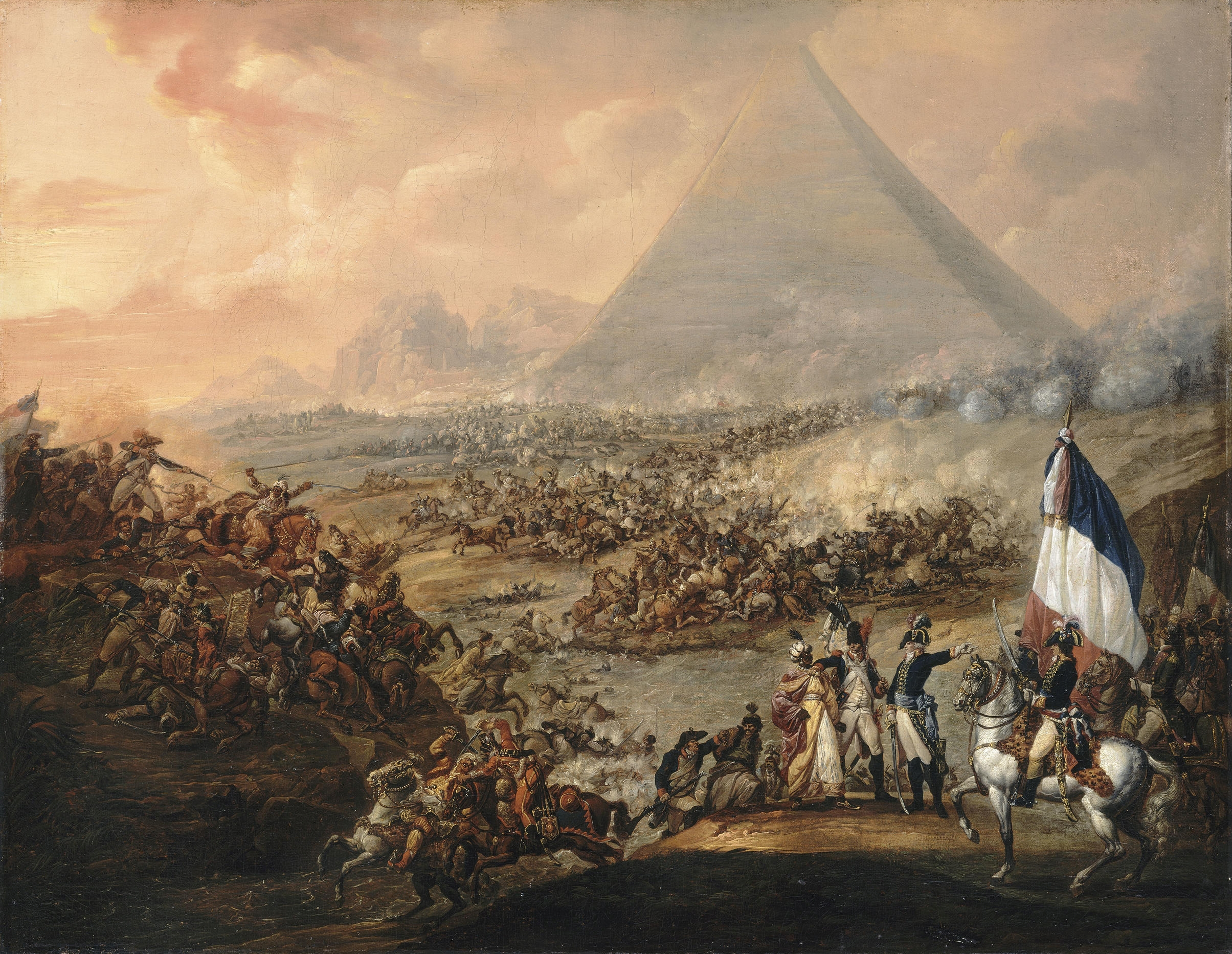
피라미드 전투

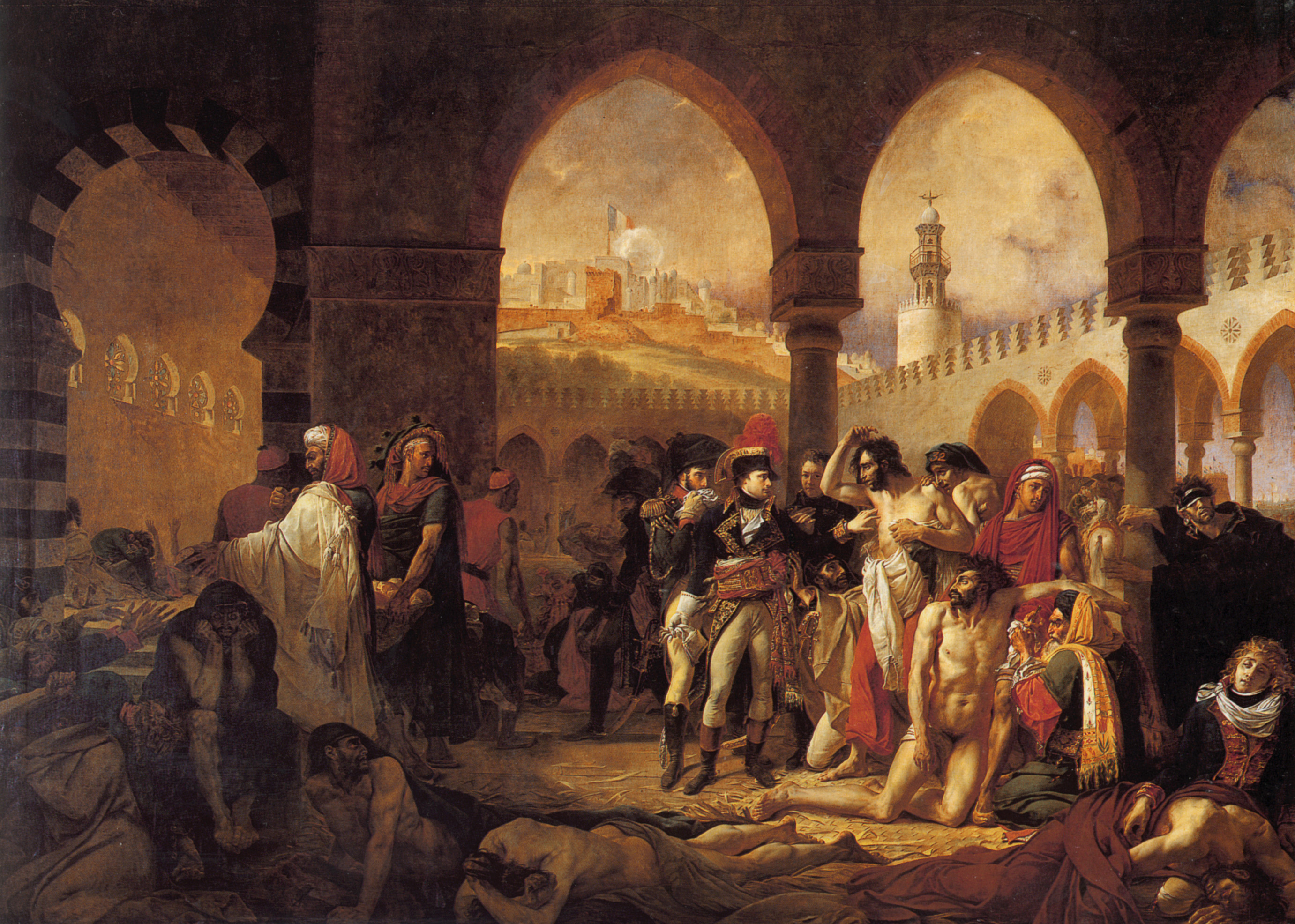
《자파에서 페스트 환자를 병문안하는 나폴레옹》, 앙투안장 그로 작

1798년 7월 3일, 아부 킬 항구에서 이집트에 상륙한 프랑스군은 다음날에는 지중해안의 가장 중요한 도시 알렉산드리아를 점령했다. 그들은 이집트의 수도 카이로에 최단 거리로 가기 위해 사막 한가운데를 행군하여 카이로에 육박하여, 7월 21일 마침내 도착한 카이로 근교 나일강변 마을 에무바베에서 기다리고 있던 이집트 맘루크 군대를 격파했다.
3대 피라미드 있는 기자에서 불과 15 km 떨어진 이 지역에서 피라미드를 바라보면서 전투가 진행되었기 때문에 “피라미드 전투”라는 이름으로 알려져 있다. 이 전투에서 화려한 의상으로 몸을 감싸고, 목도리를 껴입고 엄청난 속도로 말을 몰고 다가오는 중세를 방불케 하는 맘루크 기사에게 총검을 장착한 보병을 중심으로 방진 대형을 이룬 현대적인 프랑스군이 압승을 거두었다. 맘루크의 돌격은 프랑스군의 일제 사격 앞에 총검으로 다져진 방진 전열을 뚫지못하여 완패했고 프랑스군은 참호를 순식간에 돌파하여 이집트군을 섬멸했다.
전투가 너무 가까운 거리에서 벌어졌기 때문에 “적의 옷이 아군의 총 발화 장치에 걸려서 적의 옷에 불이 붙었다. 우리가 짠 방진 주위에는 적의 시체가 겹겹이 불탔다”라고 종군 병사가 말했다. 1,500기의 맘루크를 괴멸시켰던 격전이었음에도 불구하고 프랑스군의 사상자는 불과 수십 명에 불과했다.
피라미드 전투에서 승리한 프랑스군이 남진하자 다음 날 카이로 시내는 프랑스 군대에 항복했다. 7월 25일, 나폴레옹은 카이로에 입성했고, 도착에서 불과 3주 만에 이집트 정복을 거의 끝냈다. 그러나 이집트를 빼앗긴 모양새가 된 오스만 제국은 당연히 프랑스에 대해 선전 포고를 하고 제2차 대프랑스 동맹에 가입하여, 카이로를 정복한 지 불과 1주일 후인 8월 1일에 허레이쇼 넬슨이 이끄는 지중해 함대가 아부 용골을 지키고 있던 프랑스 함대를 섬멸 (나일 해전)하여, 프랑스군의 보급과 퇴로를 끊었다. 또한 상부 이집트(이집트 남부)에서는 카이로에서 도망친 맘루크가 다시 세력을 모아 저항을 계속하고 있었다. 프랑스군과 카이로 시민들 등 이집트인들과의 관계도 해방자와 피해방자의 관계가 될 수 없었으며 카이로에 입성한 지 불과 3개월 뒤인 10월 21일에는 카이로에서 폭동이 일어나 프랑스 병사 300명이 군중에 의해 살해되었고, 이집트 사람도 2,500명 이상이 죽었다. 반란을 진압하기 위해 아즈하 모스크 등 종교 시설을 공격한 것도 이집트인의 반감을 높이는 계기가 되었다.
프랑스군은 상부 이집트를 평정하기 위해 별동대를 파견하는 한편, 오스만 군을 격퇴하기 위해 시리아 지역으로 북진하여, 다음 해 1799년에 팔레스타인에 들어가 욥바를 점령(욥바 공방전) 했지만, 아카(아코)의 공략에 실패하여 철수했다(아코 공방전). 이 때 욥바의 프랑스군 내에서 전염병이 돌자 나폴레옹은 많은 전염병 환자를 방치하여 죽였다는 비난을 현대 역사가들에게 받게된다. 일설에는 아편을 주어 안락사시킨 것으로 알려져 있다. 나폴레옹 자신도 나중에 그 책임을 물을 것을 생각을 하고, 당시는 만질 수조차 꺼려하는 전염병 환자에게 직접 병문안 그림을 그리게 한다. 그것이 유명한 ‘자파의 페스트 환자를 병문안한 나폴레옹’이다.
그 무렵 프랑스 본국에서도 영국, 오스트리아가 프랑스에 대한 공격을 재개했다. 나폴레옹은 계속적인 오리엔트 공략을 포기하고 프랑스로 돌아갈 것을 결의했다. 아부키르 전투에서 오스만군을 격퇴한 뒤 8월 22일, 나폴레옹은 몇 명의 측근과 함께 몰래 이집트를 탈출했고, 이후 많은 병사들이 보급이 끊겨 현지인의 저항과 전염병 속에 방치되었다. 나폴레옹이 탈출한 후 드제가 이끄는 이집트 별동대는 맘루크 수장 무라드 베이에게 항복을 받는데는 성공했지만, 지휘관이 없는 프랑스군은 이미 영국과 오스만 제국의 공세에 힘겹게 저항을 계속하는 것이 고작이었다. 1801년 2년 간에 걸친 전투 끝에 생존한 15,000명의 프랑스군은 영국과 오스만 제국에 항복을 한 뒤 프랑스로 귀국했다.

## 학술적 업적

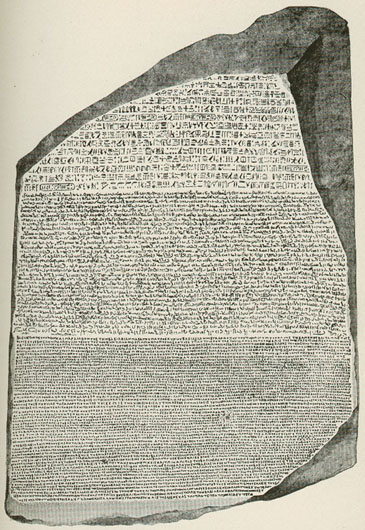
로제타 스톤

나폴레옹은 이집트 원정에서 167명의 과학자와 건축 기술자로 구성된 학술조사단을 동행시켰다. 수학자인 가스파르 몬쥬가 조사단의 지도적 역할을 담당했다. 이외에도 수학자 조제프 푸리에와 화학자인 클로드 벨트레 등이 포함되어 있었다. 그들은 이집트의 지형과 산물을 조사하는 외에도, 고대 유적의 조사를 담당했다.
조사단의 가장 유명한 업적은 로제타 스톤의 발견이다. 또한 드제와 동행하여 상부 이집트로 향한 무리는 룩소르의 카르나크 신전과 왕들의 계곡을 세계 최초로 학술적으로 기록했다. 이러한 업적은 후에 이집트 저널 《Description de l' Egypte》에 정리되었다.
에드워드 사이드는 나폴레옹의 이집트 원정과 《이집트 저널》의 탄생이 유럽의 오리엔탈리즘을 형성한 하나의 계기가 되었다고 말하고 있다.

## 같이 보기
- 이탈리아 원정 (프랑스 혁명 전쟁)
- 나폴레옹 전쟁
- 프랑스 혁명 전쟁

## 참고 서적
- Burleigh, Nina. Mirage. Harper, New York, 2007. ISBN 978-0-06-059767-2
- Cherfils, Christian (1914). 《Bonaparte et l'Islam d'après les documents français & arabes》. Pedone. OCLC 253080866.
- Cole, Juan (2007). 《Napoleon's Egypt: Invading the Middle East》. Palgrave Macmillan. ISBN 1403964319.
- Strathern, Paul. Napoleon in Egypt: The Greatest Glory. Jonathan Cape, Random House, London, 2007. ISBN 978-0-224-07681-4